# Michael William Russell
Michael William "Mike" Russell, (Bromley, Kent, 9 de Agosto de 1953) é um político escocês do Partido Nacional Escocês (SNP) e Membro do Parlamento Escocês pela área eleitoral de Argyll and Bute. É produtor e director de televisão, e autor de sete livros.
Russell foi Chefe Executivo do SNP entre 1994 e 1999, e foi eleito para o Parlamento Escocês como deputado regional para o Sul da Escócia nas primeiras eleiçõesa para o Parlamento, em 1999. Contudo, perdeu o seu lugar nas eleições para o Parlamento em 2003. Foi eleito, de novo, em Maio de 2007, e nomeado para Ministro do Ambiente e das Mudanças Climáticas da Escócia, na primeira administração do SNP, pelo Primeiro-ministro Alex Salmond. Em 10 de Fevereiro de 2009, foi eleito para Ministro da Cultura, Relações Externas e Constituição e, mais tarde, promovido a Secretário do Gabinete para a Educação e Ensino, em 1 de Dezembro de 2009, substituíndo Fiona Hyslop.

## Obras publicadas
- Michael Russell, ed. (1990). Glasgow – The Book. [S.l.: s.n.]
- Michael Russell, ed. (1992). Edinburgh – A Celebration. [S.l.]: Mainstream Publishing. ISBN 978-1-85158-517-5
- Michael W. Russell (1997). A Poem of Remote Lives: Images of Eriskay, 1934 – Enigma of Werner Kissling, 1895–1988. [S.l.]: Neil Wilson Publishing. ISBN 978-1-897784-46-4
- Michael W. Russell (1998). In Waiting: Travels in the Shadow of Edwin Muir. [S.l.]: Neil Wilson Publishing. ISBN 978-1-897784-63-1
- Michael Russell (2002). A Different Country: Photographs by Werner Kissling. [S.l.]: Birlinn Ltd. ISBN 978-1-84158-245-0 Parâmetro desconhecido |photographer= ignorado (ajuda)
- Winnie Ewing (2004).  Michael Russell, ed. Stop the World – The Autobiography of Winnie Ewing. [S.l.]: Birlinn Ltd. ISBN 978-1-84158-239-9
- Dennis MacLeod; Michael Russell (2006). Grasping the Thistle: How Scotland Must React to the Three Key Challenges of the Twenty First Century. [S.l.]: Argyll Publishing. ISBN 978-1-902831-86-2
- Michael Russell (2007). The Next Big Thing: A Fable of Modern Scotland. [S.l.]: Balnakeil Press. ISBN 978-1-905974-00-9
- Ian McKie; Michael Russell (2007). Shirley McKie: The Price of Innocence. [S.l.]: Birlinn Ltd. ISBN 978-1-84158-575-8